# Hiram I.
Hiram I. (fenički: 𐤇𐤓𐤌 Ḥirōm – "moj brat je uzvišen"; hebrejski: חירם Ḥīrām), poznat i kao Hirom ili Huram, bio je fenički kralj Tira prema hebrejskoj Bibliji. Prema nekim izračunima, vladao je od 980. do 947. pr. Kr., naslijedivši svoga oca Abibala. Nakon njegove smrti, na prijestolju ga je naslijedio sin Baal-Eser I.
Hirama spominje i Menandar iz Efeza (početak 2. stoljeće pr. Kr.), a njegov zapis sačuvan je u djelu Protiv Apiona židovskog povjesničara Josipa Flavija, što dodatno nadopunjuje biblijski prikaz. Prema tim izvorima, Hiram je živio 53 godine, a vladao 34.